# Wohlen bei Bern
Pour les articles homonymes, voir Wohlen.
Wohlen bei Bern est une commune suisse du canton de Berne, située dans l'arrondissement administratif de Berne-Mittelland.

## Géographie
La frontière communale au sud est formée par le Wohlensee, un lac artificiel dû à un barrage sur l'Aar de la BKW Energie. Les communes limitrophes sont, commençant au nord, dans les sens des aiguilles d'une montre Meikirch, Kirchlindach, Berne, Frauenkappelen, Mühleberg, Radelfingen et Seedorf.

## Monuments et curiosités
L'église réformée Saint-Eusèbe, qui remonte au XIIe s., a été agrandie au gothique tardif puis transformée par Abraham Dünz l'Aîné en 1677-1678. Des éléments romans sont conservés. Clocher gothique.

## Personnalité liée à la ville
- Fabian Cancellara, né en 1981, coureur cycliste.